# Contarinia vernalis
Contarinia vernalis är en tvåvingeart som först beskrevs av Ephraim Porter Felt 1908.  Contarinia vernalis ingår i släktet Contarinia och familjen gallmyggor. Inga underarter finns listade i Catalogue of Life.